# Alexander Moto
Alexander Moto, artiestennaam van Thom Boonstra (geboren te Koudum), is een Nederlandse rapper.

## Biografie
Boonstra werd geboren in Friesland en is woonachting in de provincie Groningen. De rapper schrijft sinds 2014 raps, die hij eerst plaatste op SoundCloud en sinds 2018 brengt hij zijn muziek officieel uit; SW, afkorting van Súdwest, was de eerste single. Dit deed hij onder de naam Alexander Moto, daar hij eerder onder zijn eigen naam en onder de artiestennaam Moto muziek maakt. De naam Moto is ontstaan nadat Boonstra en zijn vrienden geïnspireerd door het hiphopcollectief SMIB woorden omdraaiden; Tom werd Mot. Omdat Boonstra fan was van Yu-Gi-Oh! voegde hij een -o toen aan zijn artiestennaam, lijkend op personage Yugi Muto. Alexander werd pas later toegevoegd, nadat Boonstra zich identificeerde met personage Alexander uit de film Into the Wild. 
In maart 2019 kwam de rapper met zijn eerste ep: Meer Morra. De titel is een verwijzing naar het meer De Morra, welke in de buurt waar de rapper woonde, ligt. Hij maakte tijdens de coronapandemie in 2020 zijn tweede ep Fluestertoon en zijn eerste album Radiostilte op Iselmar. Allebei de uitgaves maakte hij met de dj Soulitude. Na het album bracht Alexander Moto vooral singles uit, waarvan Kaal of kammen en Moeder Aarde twee van de meer bekende zijn. In januari 2023 stond de rapper op ESNS. Alexander Moto bracht in dat jaar en het jaar erop verschillende singles uit, Tic Tac Toe, een samenwerking met Dayla, en verschillende samenwerkingen met producer olivier444444.

## Discografie (albums en ep's)
- Meer Morra (ep, 2019)
- Fluestertoon (ep, 2020)
- Radiostilte op Iselmar (album, 2020)